# Bohemians Praha 1905 v evropských fotbalových pohárech
Toto je přehled všech výsledků fotbalového klubu Bohemians Praha 1905 v evropských fotbalových pohárech.

## Přehled výsledků v evropských pohárech

### Účast v evropských pohárech
Pozn.: tučně jsou označeny domácí zápasy Bohemians.
| Sezóna  | Soutěž           | Kolo        | Soupeř                | Skóre      | Branky                                                                       |
| ------- | ---------------- | ----------- | --------------------- | ---------- | ---------------------------------------------------------------------------- |
| 1975/76 | Pohár UEFA       | 1. kolo     | Budapest Honvéd FC    | 1:2, 1:1   | Karel Mastník, Antonín Panenka                                               |
| 1979/80 | Pohár UEFA       | 1. kolo     | FC Bayern Mnichov     | 0:2, 2:2   | Jiří Ondra, Zdeněk Prokeš                                                    |
| 1980/81 | Pohár UEFA       | 1. kolo     | Sporting de Gijón     | 3:1, 1:2   | Přemysl Bičovský, Stanislav Levý, Jaroslav Němec                             |
| 1980/81 | Pohár UEFA       | 2. kolo     | Ipswich Town FC       | 0:3, 2:0   | Tibor Mičinec, Antonín Panenka                                               |
| 1981/82 | Pohár UEFA       | 1. kolo     | Valencia CF           | 0:1, 0:1   | —                                                                            |
| 1982/83 | Pohár UEFA       | 1. kolo     | FC Admira Wacker Wien | 5:0, 2:1   | Miroslav Příložný, Milan Čermák, Vladimír Hruška, Peter Zelenský, Jiří Sloup |
| 1982/83 | Pohár UEFA       | 2. kolo     | AS Saint-Étienne      | 0:0, 4:0   | Jaroslav Němec, Miroslav Příložný, Zdeněk Prokeš, Tibor Mičinec              |
| 1982/83 | Pohár UEFA       | 3. kolo     | Servette FC           | 2:2, 2:1   | Milan Čermák, Miroslav Příložný, Jiří Sloup, Pavel Chaloupka                 |
| 1982/83 | Pohár UEFA       | Čtvrtfinále | Dundee United FC      | 1:0, 0:0   | Pavel Chaloupka                                                              |
| 1982/83 | Pohár UEFA       | Semifinále  | RSC Anderlecht        | 0:1, 1:3   | František Jakubec                                                            |
| 1983/84 | PMEZ             | 1. kolo     | Fenerbahçe SK         | 1:0, 4:0   | Petar Novák, Peter Zelenský, Pavel Chaloupka, Vladimír Hruška                |
| 1983/84 | PMEZ             | 2. kolo     | SK Rapid Vídeň        | 2:1, 0:1   | Petr Janečka, Jaroslav Němec                                                 |
| 1984/85 | Pohár UEFA       | 1. kolo     | Apollon Limassol      | 6:1, 2:2   | Tibor Mičinec, Petr Janečka, Vladimír Hruška, Milan Škoda                    |
| 1984/85 | Pohár UEFA       | 2. kolo     | AFC Ajax              | 0:1, 1:0pk | Jiří Sloup                                                                   |
| 1984/85 | Pohár UEFA       | 3. kolo     | Tottenham Hotspur FC  | 0:2, 1:1   | Zdeněk Prokeš                                                                |
| 1985/86 | Pohár UEFA       | 1. kolo     | Győri ETO FC          | 1:3, 4:1pp | Vladimír Hruška, Jaroslav Marčík, Tibor Mičinec, Jiří Tymich                 |
| 1985/86 | Pohár UEFA       | 2. kolo     | 1. FC Köln            | 0:4, 2:4   | Petr Janečka, Tibor Mičinec                                                  |
| 1987/88 | Pohár UEFA       | 1. kolo     | SK Beveren            | 0:2, 1:0   | Pavel Chaloupka                                                              |
| 2023/24 | Konferenční liga | 2. předkolo | FK Bodø/Glimt         | 0:3, 2:4   | Jan Matoušek, Antonín Křapka                                                 |

Bohemians má po deseti ročnících v evropských pohárech kladné skóre 54:53 (+1).

### Nejlepší střelci v evropských pohárech
V evropských pohárech dalo 22 hráčů v zelenobílém dresu 54 gólů. Třem hráčům se povedl hattrick.
| Pořadí | Gólů | Hráč              | Poznámka                                                                          |
| ------ | ---- | ----------------- | --------------------------------------------------------------------------------- |
| 1.     | 7    | Tibor Mičinec     | Ipswich Town FC, AS Saint-Étienne, Apollon Limassol (H), Győri ETO FC, 1. FC Köln |
| 2.     | 5    | Miroslav Příložný | FC Admira Vídeň (H), AS Saint-Étienne, Servette Ženeva                            |
| 3.     | 5    | Vladimír Hruška   | FC Admira Vídeň, Fenerbahçe SK, Apollon Limassol, Győri ETO FC                    |
| 4.     | 5    | Petr Janečka      | Rapid Vídeň, Apollon Limassol (H), 1. FC Köln                                     |
| 5.     | 4    | Pavel Chaloupka   | Servette Ženeva, Dundee United FC, Fenerbahçe SK, SK Beveren                      |
| 6.     | 3    | Jaroslav Němec    | Sporting de Gijón, AS Saint-Étienne, Rapid Vídeň                                  |
| 7.     | 3    | Jiří Sloup        | FC Admira Vídeň, Servette Ženeva, Ajax Amsterdam                                  |
| 8.     | 3    | Zdeněk Prokeš     | FC Bayern Mnichov, AS Saint-Étienne, Tottenham Hotspur FC                         |

### Interpohár
Bohemians se v letech 1962–1990 čtrnáctkrát účastnili letní mezinárodní soutěže Interpohár. Tyto účasti ji vynesly pětkrát (1979, 1980, 1982, 1983 a 1984; v roce 1982 bez ztráty bodu) prémii za prvenství ve skupině.
Na prvním místě je uveden výsledek z domácího utkání. Domácím hřištěm v Interpoháru ale občas nebyl Ďolíček ve Vršovicích ale hříště v okolí Prahy (Říčany, Turnov, Vlašim).
- 1962 – 4. místo:  Stade Français Paris 2:3, 1:2;  AC Mantova 1:3, 2:3;  Dózsa Ujpesti 2:3, 2:2
- 1967 – 3. místo:  Carl Zeiss Jena 1:1, 0:1;  IFK Göteborg 1:3, 1:2;  Young Fellows Zürich 4:0, 5:1
- 1974 – 2. místo:  Standard Lutych 3:1, 0:3;  BK Kobenhavn 1:1, 1:1;  Fortuna Düsseldorf 4:1, 1:1
- 1975 – 2. místo:  1. FC Kaiserslautern 2:1, 0:2;  GAIS Göteborg 1:0, 2:1;  Young Boys Bern 2:1, 2:1
- 1978 – 2. místo:  MSV Duisburg 1:1, 1:2;  Rapid Vídeň 1:1, 0:0;  IFK Norrköping 1:1, 1:0
- 1979 – 1. místo:  Odense BK 4:1, 2:0;  IFK Göteborg 3:2, 0:4; FC Zürich 2:2, 2:1
- 1980 – 1. místo:  Werder Brémy 5:1, 1:1;  Kastrup BK 2:0, 2:2;  Lillestrøm SK 2:0, 2:1
- 1981 – 3. místo:  Hertha BSC Berlín 1:2, 0:2;  IFK Göteborg 2:1, 1:2;  Grasshopper Club Zürich 3:1, 3:0
- 1982 – 1. místo:  Young Boys Bern 5:0, 3:1;  LASK Linz 2:1, 4:1;  Gwardia Varšava 1:0, 1:0
- 1983 – 1. místo:  Odense BK 2:1, 2:2;  Viking Stavanger 2:2, 1:1;  SC Eduscho Eisenstadt 3:2, 1:1
- 1984 – 1. místo:  FC St. Gallen 5:0, 2:3;  Lyngby BK 5:1, 2:1;  Borussia Mönchengladbach 4:2, 2:0
- 1985 – 3. místo:  AIK Stockholm 1:1, 1:2;  Videoton Székesfehérvár 5:2, 0:1;  FC St. Gallen 4:2, 1:2
- 1987 – 4. místo:  Malmö FF 2:1, 0:3;  Grasshopper Club Zürich 1:1, 1:3;  Videoton Székesfehérvár 2:1, 1:4
- 1990 – 4. místo:  Malmö FF 0:0, 0:1;  1. FC Kaiserslautern 0:4, 1:1;  Energie Cottbus 1:2, 0:2